# Mitch Landrieu

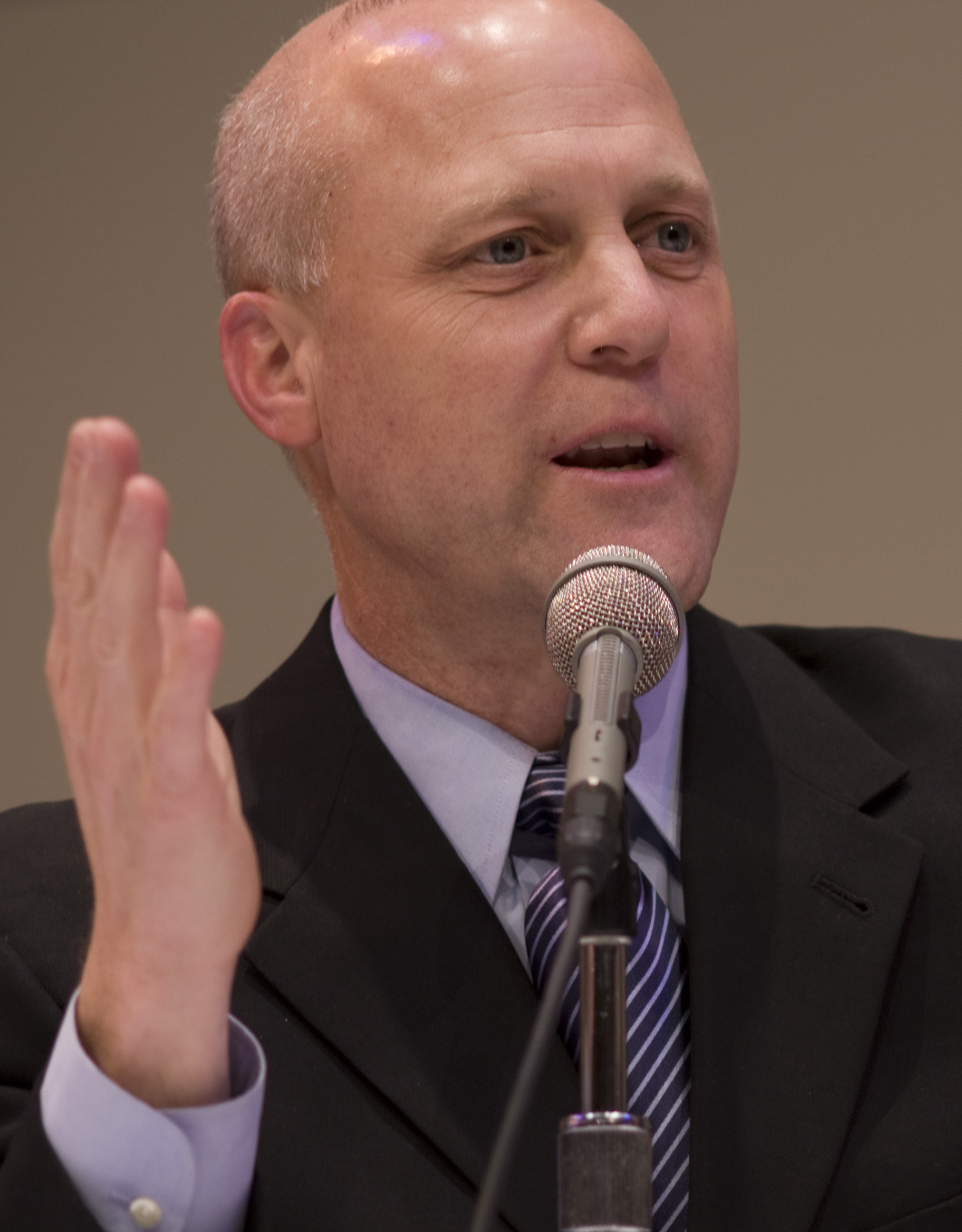
Mitch Landrieu (2010)

Mitchell Joseph „Mitch“ Landrieu (* 16. August 1960 in New Orleans, Louisiana) ist ein US-amerikanischer Politiker der  Demokratischen Partei. Zwischen 2004 und 2010 war er Vizegouverneur des Bundesstaates Louisiana; von 2010 bis 2018 war er Bürgermeister der Stadt New Orleans.

## Werdegang
Mitch Landrieu ist der Sohn des früheren US-Bauministers Moon Landrieu und Bruder der US-Senatorin Mary Landrieu. 1978 absolvierte er die Jesuit High School in New Orleans. Anschließend studierte er politische Wissenschaften an der Catholic University of America in Washington, D.C. Nach einem Jurastudium an der Loyola University in New Orleans und seiner 1985 erfolgten Zulassung als Rechtsanwalt begann er in diesem Beruf zu arbeiten. Gleichzeitig schlug er als Mitglied der Demokratischen Partei eine politische Laufbahn ein. Zwischen 1988 und 2004 saß er als Abgeordneter im Repräsentantenhaus von Louisiana. Im Jahr 1994 kandidierte er noch erfolglos für das Amt des Bürgermeisters von New Orleans.
2003 wurde Landrieu an der Seite von Kathleen Blanco zum Vizegouverneur von Louisiana gewählt. Dieses Amt bekleidete er nach einer Wiederwahl zwischen 2004 und 2010. Seit 2008 diente er unter dem republikanischen Gouverneur Bobby Jindal. Im Jahr 2006 bewarb er sich zum zweiten Mal erfolglos um den Posten des Bürgermeisters von New Orleans. Vier Jahre später wurde er dann mit 66 % der Stimmen doch in dieses Amt gewählt, das er seither als Nachfolger von Ray Nagin ausübt. Gleichzeitig trat er als Vizegouverneur zurück. Landrieu leitete den Wiederaufbau der nach Hurrikan Katrina teilweise zerstörten (z. B. Lower Ninth Ward) und aufgrund der Evakuierung über viele Wochen entvölkerten Stadt. Seine Amtszeit als Bürgermeister endete im Mai 2018. Landrieu galt als potenzieller Präsidentschaftskandidat der Demokraten für die Wahl 2020. Seine Rede über Aussöhnung nach der Entfernung des letzten Denkmals für die Konföderierten in New Orleans erregte nationale Aufmerksamkeit.
Im November 2021 ernannte Präsident Joe Biden Landrieu zu einem seiner Berater im Weißen Haus und Beauftragten für die Koordination der Maßnahmen zur Verbesserung der Infrastruktur in den USA. Im Januar 2024 schied Landrieu aus dieser Funktion aus und wechselte als Co-Vorsitzender in das Wahlkampfteam für die Wiederwahl Bidens.
Mit seiner Frau Cheryl hat er fünf Kinder.

## Belege
1. ↑  Edward-Isaac Doveere: The Southern Democrat who could shake up the 2020 field. In: Politico, 21. März 2018.
2. ↑  Frank Bruni: Mitch Landrieu Reminds Us That Eloquence Still Exists. In: The New York Times, 23. Mai 2017.
3. ↑  Mitteilung des Weißen Hauses vom 14. November 2021, abgerufen am 6. März 2024.
4. ↑  Lauren Egan: Mitch Landrieu, Biden’s infrastructure czar, steps down to join campaign, Politico, 8. Januar 2024, abgerufen am 6. März 2024.

| Personendaten    | Personendaten                                         |
| ---------------- | ----------------------------------------------------- |
| NAME             | Landrieu, Mitch                                       |
| ALTERNATIVNAMEN  | Landrieu, Mitchell Joseph (vollständiger Name)        |
| KURZBESCHREIBUNG | US-amerikanischer Politiker der Demokratischen Partei |
| GEBURTSDATUM     | 16. August 1960                                       |
| GEBURTSORT       | New Orleans, Louisiana                                |